# ون بیورن (آرکانزاس)
ون بیورن (آرکانزاس) (به انگلیسی: Van Buren, Arkansas) یک شهر در ایالات متحده آمریکا با جمعیت ۲۲٬۷۹۱ نفر است که در آرکانزاس واقع شده‌است.

## موقعیت جغرافیایی
موقعیت جغرافیایی شهرها و مناطق اطراف به شرح زیر است: